# Сакакибара Ясумаса
Сакакибара Ясумаса (яп. 榊原 康政; 1548 — 19 июня 1606) — японский средневековый военачальник периода Сэнгоку и начала периода Эдо, глава клана Сакакибара, даймё Татэбаяси-хана (1590—1606). Вместе с Ии Наомаса, Хонда Тадакацу и Сакаи Тадацугу входил в число так называемых «Четырёх Небесных Королей» Токугава Иэясу

## Биография
Происходил из клана Сакакибара. Второй сын Сакакибара Нагамаса, родился в Уэно в провинции Микава. С детства он начал служить Токугава Иэясу и с годами достиг статуса одного из особо доверенных военачальников.
Впервые Сакакибара Ясумаса отличился при подавлении восстания секты икко-икки в провинции Микава в 1564 году. За свои таланты он получил разрешение использовать иероглиф Иэясу (второй иероглиф из имени Иэясу) в своём имени. Несмотря на то, что Ясумаса был вторым сыном в семье, именно он наследовал своему отцу. Причины этого точно не известны.
В 1566 году Сакакибара Ясумаса достиг совершеннолетия и вместе с Хонда Тадакацу был принят в личную гвардию (хатамото) Токугава Иэясу. Каждому из них было поручено командованием 50 всадниками.
В дальнейшем Сакикабара Ясумаса внес значительный вклад в победу в битва при Анэгаве в 1570 году. Вместе с Хонда Тадакацу он провел атаку на фланг войск клана Асаи. В 1575 году в сражении при Нагасино Ясумаса помог разгромить отряды Найто Масатайо. Он также участвовал в битве при Микатагахаре в 1573 году и в захвате замка Такатендзин.
Сакакибара Ясумаса был с Токугава Иэясу, когда последний решил выступить против Тоётоми Хидэёси. Именно Ясумаса предложил Комаки как штаб-квартиру компании. В 1586 году он сопровождал Токугава Иэясу на переговорах с Хидэёси в Осаке, в том же году он получил титул Сикибу-тайю. В 1590 году Ясумаса участвовал в военной кампании Тоётоми Хидэёси против Одавара.
После переезда Токугава Иэясу в регион Канто Сакакибара Ясумаса получил во владение замок Татебаяси и был назначен главой группы распределения владений. Пока Иэясу находился на острове Кюсю во время вторжения Тоётоми Хидэёси в Корею в 1592—1593, 1597—1598 годах, Сакикабара Ясумаса был одним из главных управляющих района Канто, а также советником Токугава Хидэтада, старшего сына и наследника Иэясу.
Во время битвы при Секигахара в 1600 году Сакакибара Ясумаса был приписан к армии Токугава Хидэтада и принял участие в осаде замка Уэда в провинции Синано. После победы Токугава ему были дарованы земли в провинции Кодзукэ с доходом в 100 тысяч коку риса.
Ясумаса умер в 1606 году в Эдо. Ему наследовал его третий сын — Сакакибара Ясукацу (1590—1615).
Сакакибара Ясумаса был женат на дочери Осуга Ясутака.